# Petasida ephippigera
Petasida ephippigera är en insektsart som beskrevs av White, A. 1845. Petasida ephippigera ingår i släktet Petasida och familjen Pyrgomorphidae. Inga underarter finns listade i Catalogue of Life.